# Johann Christian Schoeller

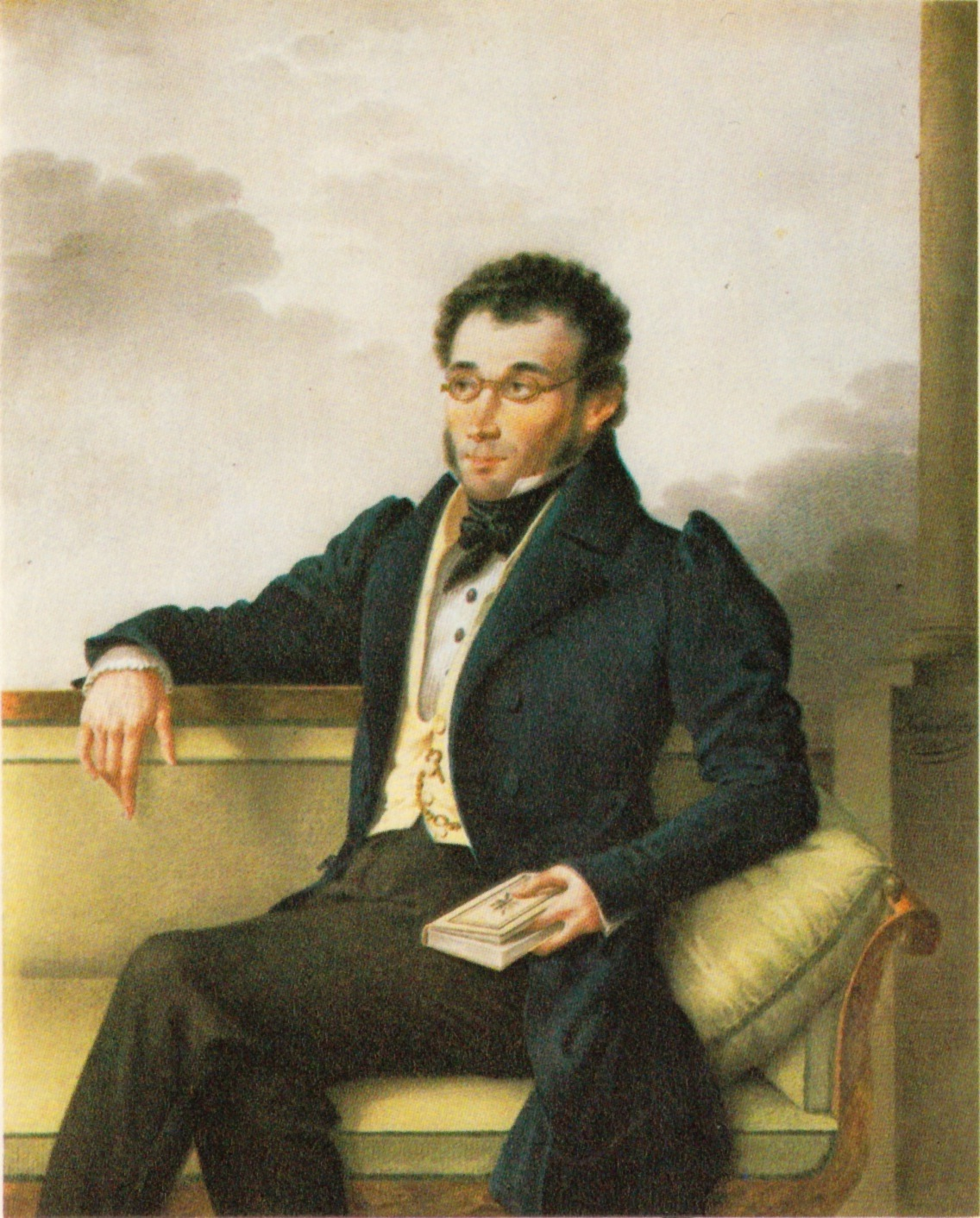
Selbstbildnis Schoeller 1830

Johann Christian Schoeller (geboren am 4. Dezember 1782 in Ribeauvillé [Rappoltsweiler, Elsass]; gestorben am 10. November 1851 in Wien) war ein deutscher Maler, Miniaturist und Zeichner von Karikaturen.

## Leben
Schoeller war ein Sohn eines Sattlers. Sein Vater stammte aus Sachsen und wurde später Ratsherr. Schoeller begann schon als Kind mit dem Malen und Zeichnen, er erhielt zunächst eine kaufmännische Ausbildung und arbeitete als Buchhalter in einem Augsburger Unternehmen. In den Kriegswirren des Jahres 1809 wurde die Firma aufgelöst und er wurde, seiner Neigung folgend, ein Schüler von Caspar Gerhard Klotz, der an der Münchner Akademie der Bildenden Künste unterrichtete. Er studierte in der Münchner Pinakothek die Werke der italienischen und niederländischen Schule. Anschließens unternahm er Reisen, besuchte Zürich, Bern, Lausanne und Genf. Er orientierte sich an den Miniaturmalern Louis-Ami Arlaud-Jurine und Pierre-Louis Bouvier. Im Jahr 1812 besuchte er eine Ausstellung von Miniaturen in Paris. Er fertigte Kopien der Werke und betätigte sich auf seiner Reise in die Provence, nach Burgund und in der Rheinregion als Miniaturist. 1813 hielt sich Schoeller in Mainz auf, um Kaiser Napoleon zu porträtieren. Angeregt durch den Wiener Kongress kam er 1815 in der Hoffnung nach Wien, hier einen Kreis zahlungskräftiger Kunden aufzubauen. Hier fertigte er Bildnisse im Miniaturformat von Adeligen Personen und wohlhabenden Bürgern. Er blieb dauerhaft in Wien und unternahm von dort aus lediglich einige Studienreisen, die ihn nach Italien und Frankreich führten. In den Jahren 1820, 1822 und 1826 stellte er Miniaturen in der Kunstausstellung der Akademie der Bildenden Künste bei St. Anna aus. Er war etwa von 1825/1826 bis zum Ende der 1840er Jahre als grafischer Mitarbeiter für die Wiener allgemeine Theaterzeitung von Adolf Bäuerle aktiv, musste dann aber seinen Platz für Cajetan (Anton Elfinger) räumen. In dieser Zeit schuf er zahlreiche Illustrationen (insbesondere Aquarelle und Vorlagen für Kupferstiche) für Bäuerle. So beispielsweise für die Serie Satyrische Blätter für die Theaterzeitung. Viele seiner Werke wurden nachträglich als kolorierte (Andreas Geiger) Drucke veröffentlicht. Eines davon ist eine Zukunftsvision zur Entwicklung der Mobilität im Zeitalter der Dampfmaschinen unter dem Titel: Dampfwagen und Dampfpferde im Jahre 1942 im Prater in Wien. Die kolorierten Kupferstiche nach Schoellers Aquarellvorlagen wurden unter dem Titel Die Gallerie drolliger und interessanter Scenen der Wiener Bühnen 1827 und von 1826 bis 1836 erneut als Theatralische Bilder-Gallerie von Adolf Bäuerle herausgegeben.
Anschließend porträtierte Schoeller, der sich mit Gelegenheitsarbeiten seinen Lebensunterhalt verdienen musste, mehrmals Johann Nestroy. Durch die beginnende Revolution im Jahr 1848 ließ er sich zu ironischen Darstellungen inspirieren. Er war ein sehr produktiver Künstler. Die unzählige Aquarelle zum Theater, zum Volksleben oder zur Mode Wiens im Biedermeier waren oftmals humorvoll-satirisch aber teilweise auch zeitkritisch. Er starb im Krankenhaus der Barmherzigen Brüder und wurde am Sankt Marxer Friedhof beigesetzt. Einige seiner Zeichnungen und Besitz aus seinem Nachlass wurden 1913 in Wien versteigert.

## Ausstellungen (Auswahl)
- 27. April bis 4. Juni 1978: Johann Christian Schoeller: Karikatur und Satire in Biedermeier und Vormärz. im Historischen Museum der Stadt Wien[3]
- 1987: Herr Biedermeier auf der Barrikade. Wiener Karikaturen aus dem Revolutionsjahr 1848. im Historischen Museum der Stadt Wien
- 24. September 2016 bis 5. März 2017: Technische Paradiese die Zukunft in der Karikatur des 19. Jahrhunderts im Museum für Kunst und Technik des 19. Jahrhunderts Baden-Baden

## Werke (Auswahl)
- 1819: Porträt der Kaiserin Caroline Augusta
- 1820: Die Rückkehr des verlorenen Sohnes nach Leon Spada
- 1820: Miniatur-Bildniss der Gräfin Tomatis
- 1822: Selbstbildniss des Malers P. P. Rubens nach Peter Paul Rubens
- 1822: Madonna della Seggiola nach Raphael
- 1822: Fragment aus dem Gemälde: Amor als Bogenschnitzer nach Antonio da Correggio
- 1826: Bildnis des Hofschauspielers Friedrich Joseph Korntheuer[4]

Bilder für die Serien: Scenen aus Wien, Satyrische Bilder und Costume-Bilder (Porträts damals beliebter Schauspieler)
- 1831: Nestroy als Norddeutscher Student, als Sansquartier in Zwölf Mädchen in Uniform
- 1837: Die Zeitungsliebhaben Serie Scenen aus Wien (Koloriert von Andreas Geiger, satirisches Bild aus der Bildbeilage zur Wiener Theaterzeitung, 30. September 1837).
- 1939: Der große Galopp von Joh. Strauß (koloriert von Andreas Geiger, satirisches Bild aus der Bildbeilage zur Wiener Theaterzeitung 27. Juni 1839).
- 1842: Dampfwagen und Dampfpferde im Jahre 1942 im Prater in Wien. Nr. 1 der Satyrischen Blätter für die Wiener Theaterzeitung (Karikatur als Blick in die Zukunft der Entwicklung der Mobilität, 1848 von dem Kupferstecher Andreas Geiger nachträglich koloriert[5]).

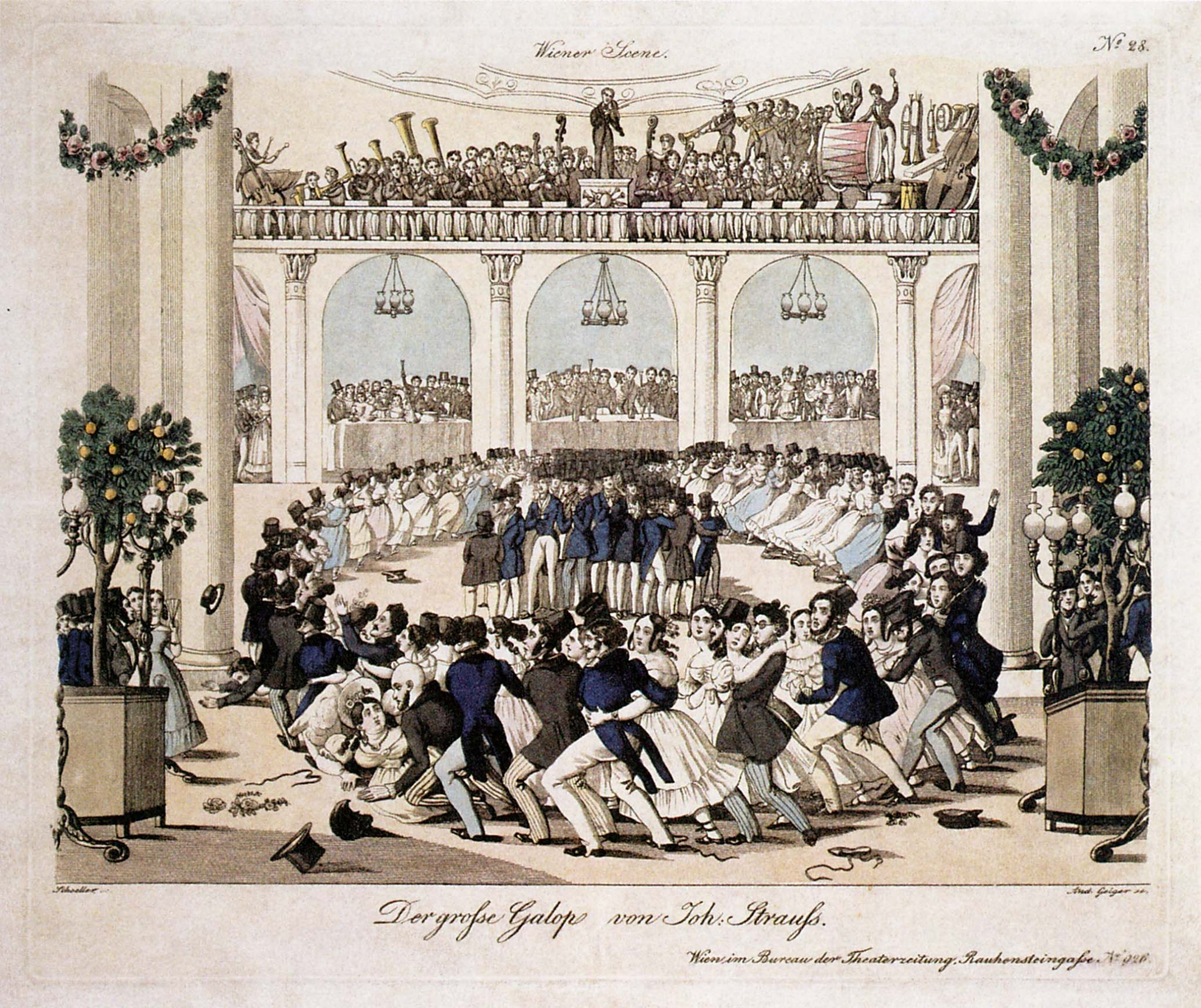
Der große Galopp von Joh. Strauß
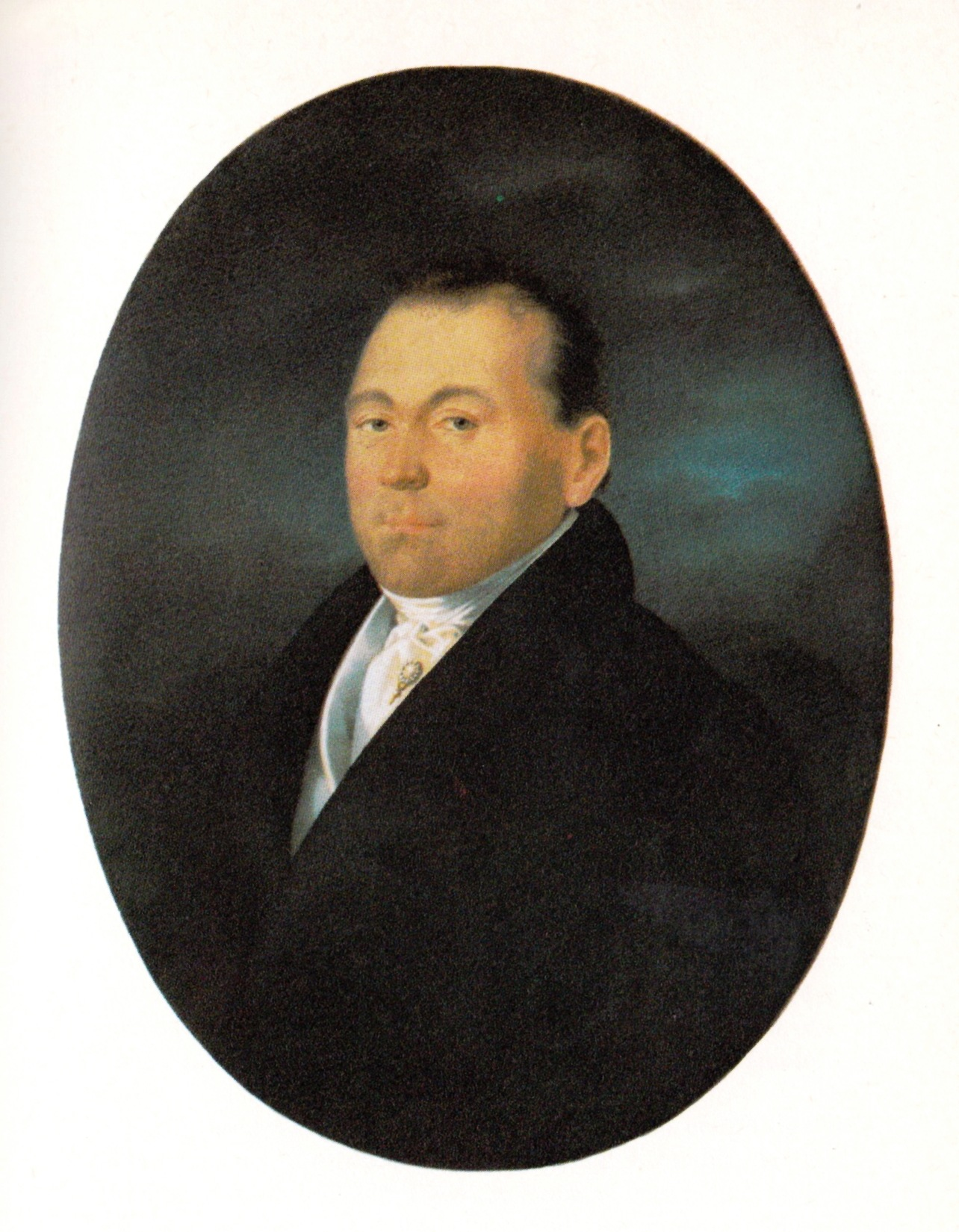
Adolf Bäuerle 1825
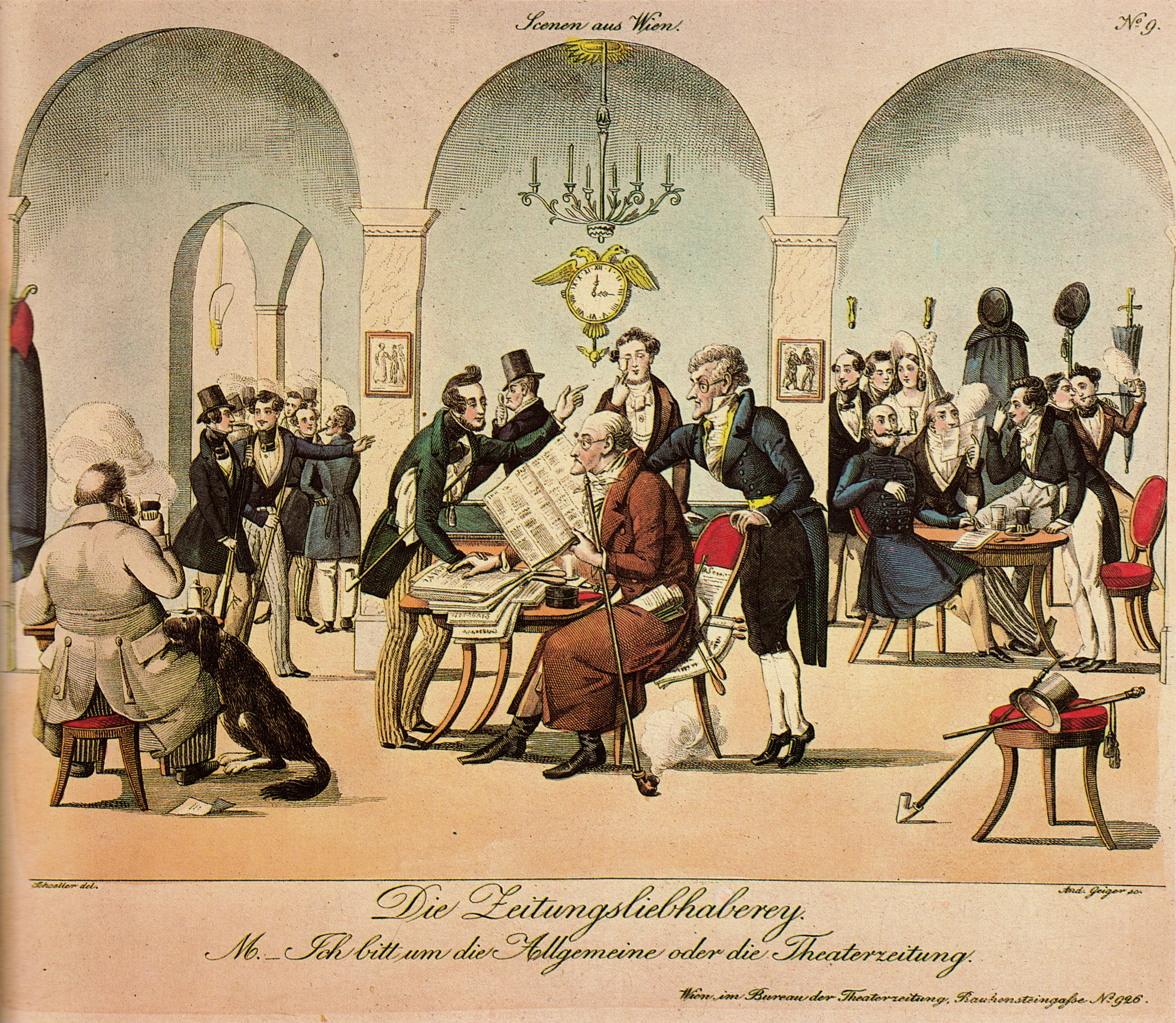
Die Zeitungsliebhaber
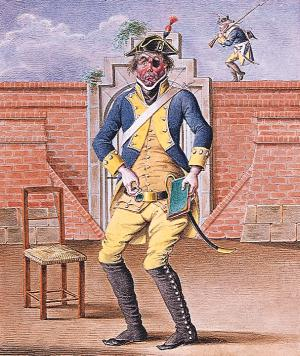
Nestroy als Sansquartierg
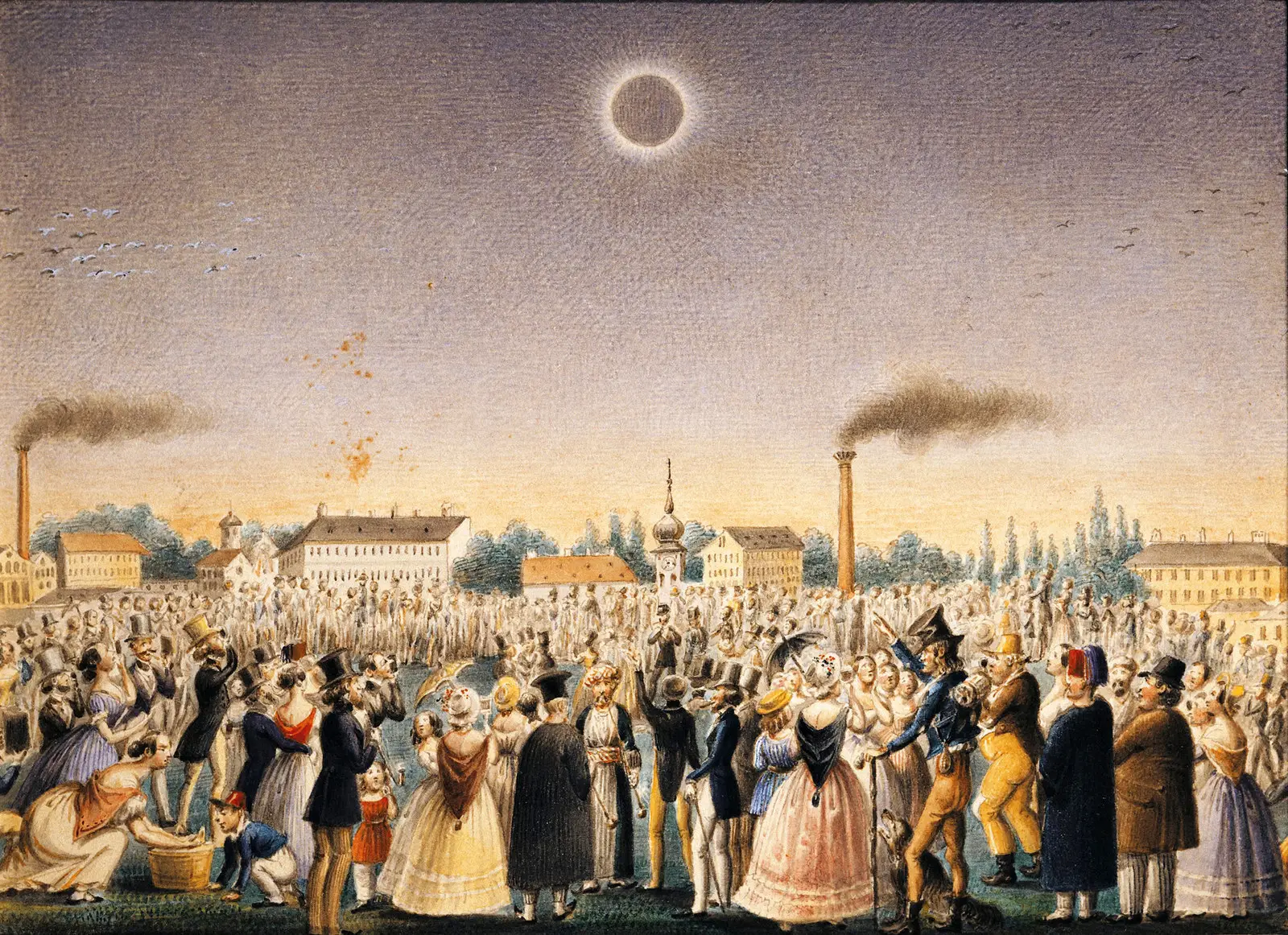
Sonnenfinsternis 8. Juli 1842
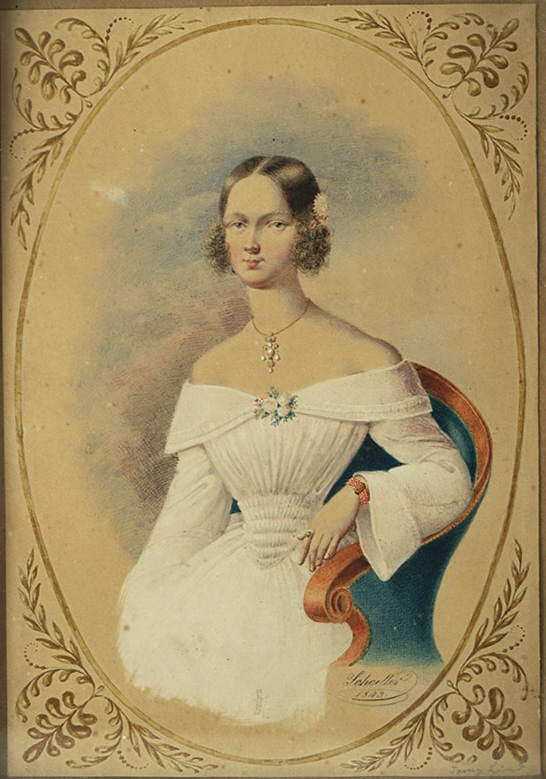
Damenporträt 1843